# Hyalurgus cruciger
Hyalurgus cruciger är en tvåvingeart som först beskrevs av Zetterstedt 1838.  Hyalurgus cruciger ingår i släktet Hyalurgus, och familjen parasitflugor. Arten är reproducerande i Sverige.